# Rohe
Rohe est un mot utilisé par les Maoris de Nouvelle-Zélande pour décrire le territoire ou les limites d'un territoire tribal. Traditionnellement le rohe était défini par rapport à un caractère géographique marquant, en particulier une montagne, une rivière ou un lac. C'est encore généralement le cas actuellement. 
Les zones figurées sur cette carte ne sont que des indications. Certains iwis (zones tribales) peuvent se chevaucher.

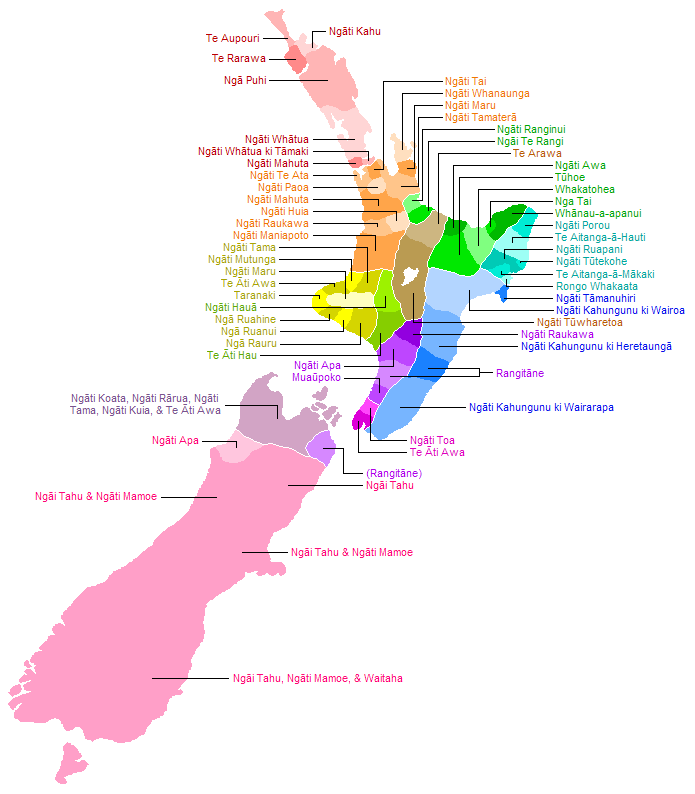
Carte des principaux rohes

## Exemples d'iwi
- Ngāi Tahu